# 16254 Гарпер
16254 Гарпер (16254 Harper) — астероїд головного поясу, відкритий 29 квітня 2000 року.
Тіссеранів параметр щодо Юпітера — 3,298.